# Čechové. Moravané.
Čechové. Moravané. je historická národnostní rukopisná mapa Pavla Josefa Šafaříka, která zobrazuje města a vodstvo na území dnešního Česka i částečně za jeho hranicemi (mezi 11°51´54" → 19°04´20" východní délky a 51°20´27" → 48°28´22" severní šířky). Dílo bylo jedním z podkladů k tvorbě velkých Šafaříkových map.

## Popis
Mapa je vyobrazena na jediném archu o rozměrech 24 x 33 cm a dále je podlepena papírem (26,2 x 40 cm). Sloužila jako náčrtek, list je tedy od autora opatřen jen názvem (svrchní okraj uprostřed; hůlkové písmo) a kromě mapového pole už neobsahuje žádné informace včetně směrové růžice, měřítka, roku vyhotovení, iniciál nebo jiných poznámek.
Vlastní mapa zabírá téměř veškerý prostor. Jednotnou černou barvou je zachycena poloha sídel a hustá síť toků daného území. Zatímco z řek jsou pojmenovány jen ty největší, určení měst je častější (nejvíce chybí v dnešním kraji Vysočina, Olomouckém, Zlínském a Moravskoslezském kraji). Názvy jsou psány vázanou jednoduchou nestínovanou nepříliš zdobnou latinkou. Vyjadřovacím jazykem je moderní čeština. 
Z pojmenování je patrné, že mapa není určena k veřejnému používání, ale je koncipována jen jako soukromý náčrt. Občas autor informace přepisuje nebo škrtá. Popisky, především obcí, nejsou umisťovány podle jednotných pravidel. Celistvý není ani výběr, podle něhož jsou oikonyma a hydronyma doplňována. Pojmenování je vyneseno např. u vesnice Podlažice, Vraclav, hradu Trosky, zatímco u velkého Havlíčkova (Německého) Brodu chybí.
Jediným grafickým symbolem jsou linie řek a potoků a body značící sídla. Kvalita prvních je vyjádřena zdvojením čáry, kvalita druhých výplní. Celé dílo je černobílé. Zcela chybí vyznačení hranic regionů i historických zemí. Nijak není napovězen výškopis, a ani stínováním nebo šrafy není zobrazena žádná další informace. Pojmenovaná oblast zabírá zhruba jen polovinu mapovaného území. Mapa se zachovala viditelně nepoškozená, po okrajích opatřena dvěma razítky a ručně psanou „2“.

## Účel
Studium historie podnítilo v Šafaříkovi nejprve lásku k českému a slovenskému národu. Ta se později rozšířila na slovanství všeobecně, což jednak ovlivnilo jeho tvorbu a zároveň ho nasměrovalo k bádání po obrazu slovanské etnologie. Výsledky jeho prací byly často zmiňovány v učebnicích slavistiky. 
Jak už bylo předesláno, náčrt Šafaříkovi sloužil k vytváření dalších, již publikovaných, map.  Jednalo se například o Historickou mapu slovanstva nebo Slovanský zeměvid. Snaha dobře postihnout národopis byla nejspíše klíčem k výběru, která geografická jména do náčrtu „Čechové. Moravané“ vepsat. Vysvětluje se tím autorovo opomíjení slezského území a zároveň objasňuje věnování pozornosti Pasovu či Řeznu – čili měst ležících za hranicemi historických Čech, ale ovlivňující je (především v době christianizace) nebo Kladsku – polské oblasti původně patřící Přemyslovcům, o jejíž administrativní příslušnosti se vedly spory až do roku 1958.

## Historie
Se založením Královské české společnosti nauk v r. 1769 ožily vlastivědné práce i v astronomicko-geodetickém, topografickém a kartografickém sněmu. Mapování je přesnější a podrobnější. Map však začíná vznikat takové množství, v němž již není možné udržet přehled. Pokud autor, jako v tomto případě, neopatří své dílo poznámkami, není snadné rok vytvoření dopátrat a badatelé se musejí spolehnout na odhady.
Snad jedinou nápovědou je názvosloví na náčrtu a interval autorova života (1795–1861). Roku 1843 zavádí Šafařík, s požehnáním Františka Palackého, tzv. opravu skladnou, která je veřejností bez odporu přijata. Díky ní mj. vymizí koncovka „-ey“, místo souhlásky „g“ [j] se píše „j“, analogicky „ḡ“ [g] → „g“ a ukotví další drobné změny vedoucí k posílení fonetičnosti pravopisu. Šafaříkův pravopis odpovídá novým pravidlům (Jičin, Jaroměř, Jglava), ale jako spoluautor opravy skladné se jí mohl řídit ještě před veřejným přijetím. Co už jeho pravopis v potaz nebere, je reforma z roku 1849, jež nahrazuje dvojité „w“ jednoduchým „v“ (Děwin, Switawa, Kyjow).
Zkoumané dílo je ale rukopis určený pro interní užití, u kterého nemusí být nutně uplatněny všechny češtinářské požadavky, jak dokládá Šafaříkovo ignorování hlásky „h“ (Praga, Gradec, Mogelnice) v jeho době běžně používané nebo nedůslednost v používání moderních názvů (řeka Mža místo Berounka).
Jiným vodítkem je vydání jeho knihy o indoevropském původu Slovanů, líčící dějiny Slovanů po přijetí křesťanství, Slovanské starožitnosti (1837), která je doplněna národopisnou mapou Slovanský zeměvid, jež z náčrtu Čechové. Moravané. patrně čerpá. 
Jeden z odhadů možného vzniku mapy je tak období 1837–1849. Jiný úsudek vedl k intervalu 1850–1900, jenž je uveden ve spojitosti s náčrtem v digitálním repozitáři DigiTool. 
Rukopis Čechové. Moravané. je prvotiskem. Jeho patrně jediný exemplář je uložen v Mapové sbírce sídlící v budově Přírodovědecké fakulty UK v Praze, do které se dostal z Šafaříkovy pozůstalosti a následného vlastnictví Museem regni Bohemiae.